# Jean-Luc Clinquart
Jean-Luc Clinquart (4 november 1956) is een Belgische voormalige atleet, die gespecialiseerd was in het hordelopen. Hij werd eenmaal Belgisch kampioen.

## Biografie
In 1976 werd Detry Belgisch kampioen op de 400 m horden. Hij was aangesloten bij AC Celles.

## Belgische kampioenschappen
| Onderdeel    | Jaar |
| ------------ | ---- |
| 400 m horden | 1976 |

## Persoonlijk record
| Onderdeel    | Prestatie | Datum            | Plaats  |
| ------------ | --------- | ---------------- | ------- |
| 400 m horden | 53,27 s   | 21 augustus 1976 | Brussel |

## Palmares
400 m horden
- 1975:  BK AC - 54,25 s
- 1976:  BK AC - 53,27 s